# Dima Libra
Dima Libra (справжнє ім'я: Іващенко Дмитро Олексійович; нар. 13 жовтня 1982, Сумгаїт, Азербайджанська ССР) — співак, автор пісень, учасник телевізійних музичних шоу, зокрема, «Шанс» та «Голос країни», а також номінант премії YUNA-2017.

## Життєпис
Народився в 1982 році в місті Сумгаїт, Азербайджанська ССР у вірмено-українській родині. Тато — Іващенко Олексій Миколайович, мати — Іващенко Неля Олександрівна. В серпні 1989 року родина покинула Азербайджан через «Карабаський військовий конфлікт» і переїхала до родичів на Донеччину, і місто Дружківка.

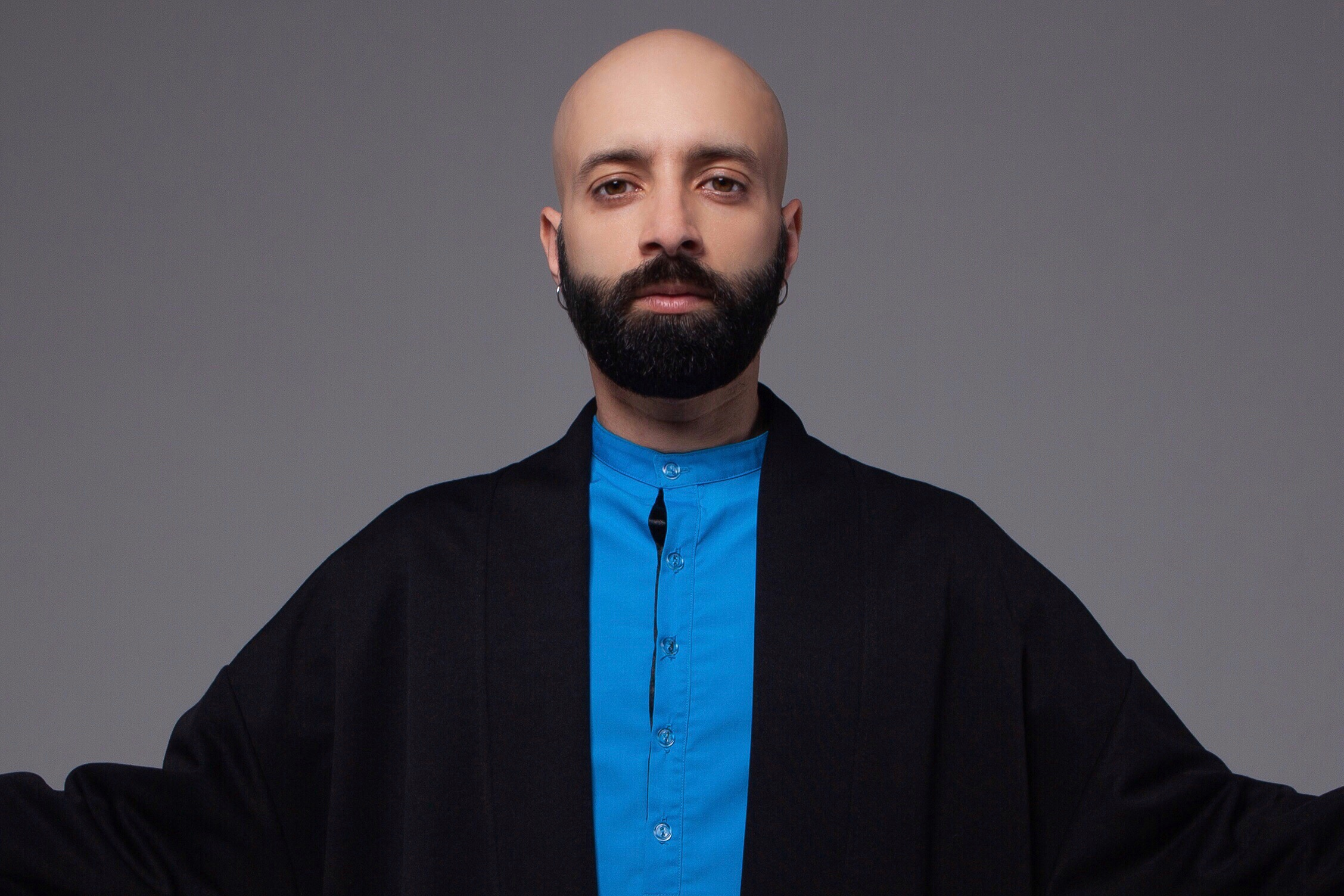
Dima Libra - 2019 рік

Дмитро займався хореографією, співом, разом із молодшим братом Олексієм вчився в дружківській музичній школі за класом саксофону. Серед всіх творчих колективів Дмитро особливо виділяє народний вокальний колектив «Червона калина», де він познайомився із народними, обрядовими і духовними творами, які так полюбилися юному співакові, що й досі так чи інакше звертається до них у своїй творчості.
Після закінчення одинадцятого класу дружківської загальноосвітньої школи N1, Дмитро поступає на підготовчі курси Харківської консерваторії на кафедру академічного (оперного) співу. За різних причин з оперою не склалося, то ж після двох років навчання в консерваторії Дмитро пробує свої сили в естрадній музиці для чого поступає на відповідну кафедру до Харківської академії культури. Та за півтора року розуміє, що там не вийде розкрити весь свій потенціал, то ж разом із своїм педагогом знов опиняється в стінах Харківської консерваторії, але тепер вже на джазовій кафедрі. Цей жанр, що є доволі складним, вабив Дмитра, бо мультижанровість для нього — це принципове завдання по самовдосконаленню. Втім, закінчив своє навчання Дмитро вже в Донецькій консерваторії. Дмитру запропонували стати солістом гурту FRANKIE band, який в той час створив його брат, що вже став відомим в Донецьку саксофоністом. Так Дмитро почав свій шлях в кавер-музиці, і після короткого періоду поїздок між містами, вирішив перевестись до столиці Донеччини, де в 2006 році отримав свій червоний диплом музичного вишу.
За період навчання Дмитро періодично брав участь в різноманітних вокальних конкурсах, як естрадний, академічний, джазовий співак, виступав із різноманітними акомпануючими складами, зокрема із біг-бендами. Особливо слід відмітити участь Дмитра в відомому телепроєкті «Караоке на Майдані», що дало співакові змогу потрапити в одне з найпопулярніших шоу того часу — «ШАНС». Дмитро виступав в п'ятому сезоні проєкту, та посів третє місце в фіналі. Пісня «Анжеліна-денс», яку було написано спеціально для фінального виступу Дмитра, певний час мала ротації на національних радіостанціях.
Окрім сольного шляху в музиці, певний період творчого життя Дмитро присвятив чоловічому a capella секстету "Калинів бенд", в якому хлопці співали українські народні та світові естрадні пісні у відповідному аранжуванні.
В 2008-2012 роках Дмитро працював в Донецькому обласному учбово-методичному центрі культури Донецької облдержадміністрації, займаючись підтримкою і розвидком обласних осередків культури області.
В 2013-2014 роках Дмитро працює музичним директором продюсерського центру "Lizedey".
Попри те, що писати власні пісні Дмитро почав ще на перших роках навчання консерваторії, все ж після її закінчення зосередився на кавер-музиці. Гурт FRANKIE band, солістом якого був Дмитро, доволі швидко став найпопулярнішим в Донецьку кавер-колективом, та до 2014 року залишався кращим з наявних. Після початку сумнозвісних подій на Донбасі колектив розпався, та в Києві, куди переїхав Дмитро, знайшов своє друге життя. В 2020 році виповнилось 15 років діяльності гурту. Після повномасштабного вторгнення рф в Україну гурт припинив своє існування.
Дмитро завжди шукав і продовжує шукати різні форми музичної творчості, тому радо погоджується на експерименти. Так він мав концерт в соляних шахтах Соледару на глибині 300 метрів із гуртом FRANKIE band, з ними ж робили колаборацію з симфонічним оркестром Донецької філармонії, разом з "Калинів бенд" мали виступи в Львівському театрі опери та балету та київському "Палаці Україна", неодноразово виступав на сцені Львівської філармонії зі славетним ансамблем "Високий замок", виступав разом із вокалістами Юркеш, Міла Нітіч та Марта Адамчук із музикантами гурту "Скрябін" на сцені Жовтневого палацу під час премії YUNA-2023, присвятивши одну з пісень гурту українськім містам.

### Телепроєкти, конкурси
Окрім участі в 2005 році в телепроєкті «ШАНС», Дмитро також був учасником таких шоу, як «Голос Країни» (1 та 5 сезон), та «Співай, як зірка», кожного разу отримуючи неабиякий фідбек від глядачів. В 2017 році неочікувано для себе Дмитро стає номінантом національної музичної премії YUNA в категорії «Нове дихання».

#### Авторська творчість
Хоча першу свою авторську пісню Дмитро записав саме в Києві, вперше презентував її він ще в Донецьку в ефірі місцевого телеканалу. Було це за місяць до переїзду в столицю. То ж можна сказати, що перехід з суто кавер-виконавця до виконавця авторського матеріалу стався на зламі двох життів — «до та після».
Новий період життя вимагав і нових викликів. Оприлюднювання власної творчості — одна з таких речей. То ж Дмитро поринув у творчий процес із головою. Перші пісні «київського» періоду були російськомовними, та співак вирішив якось спробувати написати щось українською, і він написав свою «Не мовчи», яка й досі є однією з кращих пісень артиста. Далі були експерименти із жанрами, аранжуванням — ліричні, танцювальні пісні, синтетичні звуки, справжні чи аналогові народні інструменти тощо.
У травні 2019 року пісня «Не мовчи» стала одним з саундтреків до другого сезону серіалу «Школа».
Певним підсумком попередніх кількох років творчої роботи став перший сольний концерт артиста, що відбувся в жовтні 2019 року.
Починаючи з 2018 року, Дмитро пробує свої сили в написанні віршів, які викладає на своїх сторінках у соцмережах. Після 24 лютого 2022 року артист пише вірші лише на тему війни.

##### Співробітництво з іншими артистами
Звісно, в творчому доробку Дмитра знайшлось місце і творчими експериментами з іншими виконавцями. Так в 2016 році разом із проєктом Midnight Daddies артист випускає пісню «Be my guest/ Відчуй», з якою пробує свої сили в торішньому національному відборі на Євробачення.
В 2017 році разом із тріо бандуристок "Квітана" та бітбоксером Dorian Shuffle записують старовинну чумацьку пісню "Ой, горе тій чайці", яка є однією з важливих пісень в творчому житті Дмитра.
В 2018 році випускає дуетну пісню «На вітрилах» із українською співачкою на ім'я Nanna (Яна Ковальова).
Наприкінці 2019 року артист випускає поетичну збірку під назвою "Холодно", яку було створено разом із українським композитором і піаністом Владом Бахановим.
В 2020 році Дмитро випускає гумористичний дует із відомим комедійним персонажем Ларисою Хапугою - пісня, яка отримала назву "Женщіна-веснянка", була певною відповіддю на Ковід, який загрозливо нависав над людством весною 2020 року.
Навесні 2022 року, як реакцією на повномасштабне вторгнення рф на Україну, Дмитро, разом із своїм другом і колегою, співаком Романом Мелішем, випускають дует "ТатоМамо", який присвятили усім батькам і дітям, які втрачають одне одного під час війни.
Окремо варто відмітити співробітництво із саундпродюсером HORIZON, з яким Дмитро в 2018 році випускає міні-альбом "Місто зоряних очей". В 2019 році хлопці випустили кліп на спільну пісню "Вона". В 2020 році у них виходить ще один спільний реліз - пісня "Тримаюсь". Цього ж року до 90-го ювілею великої поетеси Ліни Костенко, хлопці випускають пісню "Урагани", написані на вірші Ліни Василівни. В 2023 році колеги випустили спільний трек до Дня Незалежності України - "In Ukraine". Також музиканти присвятили темі війни пісню "Пам'ятай" Обидві композиції увійшли до повноцінного спільного альбому артистів - "Наслідки", що вийшов у світ в травні 2024 року.
На другу річницю повномасштабного вторгнення Dima Libra записав пісню разом із композиторкою Ольгою Криворуковою  - "Додому", яку було присвячено всім українцям, хто втратив дім в цій жахливій війні.

###### Інші проєкти
В 2016 році відомий український продюсер і ведучий Павло Шилько запрошує Дмитра стати резидентом його проектів, зокрема "Пашина двадцятка", з якими артист співпрацює і досі.
В 2020 році Дмитра запрошено долучитись до Ютуб-проекту OkiToki, де він виступав актором та сценаристом. В лютому 2023 року співпраця закінчилась.
В 2023 році Дмитро став автором пісень до музичного короткого метру "70 000 років тому", режисера Едуарда Нечмоглода. Співак також виконав всі пісні до фільму.
В 2025 році Дмитро пише музику до фільму "Orwin Award" українського режисера Максима Марченка.
В квітні 2025 року Дмитро разом із командою Павла Шилька та Національною програмою "Врятуй кінцівку" влаштовують благодійний захід в столичному Caribbean Club - концерт-антологію кращих пісень ХХ століття, щоб привернути увагу киян до лікування поранених військових.
В травні 2025 року Дмитро стає музичним продюсером проєкту VYTOKY - великого концерту на сцені МЦКМ, де у супроводі Національного Президентського оркестру у виконанні українських артистів, і зокрема Dima Libra, прозвучали пісні українських авторів 60-70 років.

###### Релізи
Соло:
"Кто тьі", 2015 рік
"Ищи во мне", 2016 рік
"Свята ніч", 2016 рік
"Не мовчи", 2016 рік
"Люди (Хто марнує час)", 2017 рік"
"Вплив", 2018 рік
"У великому мурашнику", 2018 рік
"Водоспад", 2019 рік
"Я не здаюсь", 2021 рік
"На Різдво", 2021 рік
Колаборації:
Be my guest/Відчуй - Dima Libra та Midnight Daddies, 2016 рік
"Ой, горче тій чайці" - Dima Libra, тріо "Квітана" та Dorian Shuffle, 2017 рік
"Не мовчи" - Dima Libra (T@urus remix), 2017 рік
"На вітрилах" - Dima Libra та Nanna, 2018 рік
"Вона" - Dima Libra та HORIZON, 2019 рік
"В зеленім ліску" (різдвяна колядка) - Dima Libra та HORIZON, 2019 рік
"Тримаюсь" - Dima Libra та HORIZON, 2020 рік
"Женщіна-веснянка" - Dima Libra та Лариса Хапуга, 2020 рік
"Я не здаюсь" - Dima Libra (Taras Shevchenko remix), 2021 рік
"ТатоМамо" - Dima Libra та Роман Меліш, 2022 рік
"In Ukraine" - Dima Libra та HORIZON, 2023 рік
"Пам'ятай" - Dima Libra та HORIZON, 2023 рік
"І вирвуться сльози" - Dima Libra та HORIZON, 2024  рік
"Додому" - Dima Libra та Ольга Криворукова, 2024 рік
"Вплив" - Dima Libra (Uno Kaya remix), 2025 рік
Альбоми:
"Місто зоряних очей", мініальбом - Dima Libra та HORIZON, 2018 рік
"Холодно", альбом віршів - Dima Libra та Влад Баханов, 2019 рік
"Наслідки", альбом - Dima Libra та HORIZON, 2024 рік